# Shell Lake (Wisconsin)
Pour les articles homonymes, voir Shell Lake.
La ville de Shell Lake est le siège du comté de Washburn, dans le Wisconsin, aux États-Unis.